# Txukali-na-Vejne
Txukali-na-Vejne (en rus: Чукалы-на-Вежне) és un poble de la República de Mordòvia, a Rússia, segons el cens del 2010 tenia 188 habitants, pertany al municipi de Kozlovka.